# 光を追うて
『光を追うて』（ひかりをおうて）は、徳田秋声の小説。1938年（昭和13年）に雑誌「婦人之友」に連載された。

## 概要
徳田秋声の自伝小説であり、尾崎紅葉の門下になるまでの生い立ちを描いている。主人公の向山等という名前は、石川県金沢市の卯辰山から由来する。
| スタブアイコン | サブスタブ | この項目は、まだ閲覧者の調べものの参照としては役立たない、文学に関連した書きかけの項目です。この項目を加筆・訂正などしてくださる協力者を求めています（P:文学、PJ:ライトノベル）。項目が小説家・作家の場合には{Writer-substub}を、文学作品以外の本・雑誌の場合には{Book-substub}を貼り付けてください。 |